# Roger Calame
Roger Calame, dit Delaporte, dit Lino , né le 3 janvier 1912 à Rouen, est un collaborateur français exécuté le 8 juin 1948 au fort de Montrouge à Arcueil. 

## Biographie
En 1943, Il devient agent de la Gestapo de Blois, et avec l'aide de sa femme fait arrêter Jean-Guy Bernard et sa femme Yvette, enceinte.
Ils travaillaient contre de l’argent pour la Gestapo en infiltrant des groupes résistants à Blois, puis à Paris.
Il est jugé le 6 mars 1948 en compagnie de sa femme et exécuté avec elle le 8 juin 1948 au fort de Montrouge,,.